# Mia Rosing
Mia Rosing (19 de diciembre de 1983, Dinamarca) es una modelo danesa. 

## Biografía
Ha participado en las campañas de Miss Sixty, Escada y otras. Apareció en las portadas de revistas como Elle, Topmodel y Madame Figaro. Apareció también en muchos desfiles de moda (Baby Phat, Cynthia Rowley y Giorgio Armani. Y ganó el Elite Model Look de Copenhague en 1998.